# گیلرمو اودانل
گیلرمو اودانل (انگلیسی: Guillermo O'Donnell; ۲۴ فوریهٔ ۱۹۳۶ – ۲۹ نوامبر ۲۰۱۱) دانشمند علوم سیاسی اهل آرژانتین با تمرکز بر سیاست تطبیقی و سیاست آمریکای لاتین بود. او بیشتر دوران کار خود را در آرژانتین و ایالات متحده گذراند و تأثیر ماندگاری در نظریه‌پردازی پیرامون اقتدارگرایی و دموکراتیزاسیون، دموکراسی و دولت و سیاست آمریکای لاتین داشت.
وی همچنین برندهٔ جوایزی همچون کمک‌هزینه گوگنهایم شده است.

## فعالیت علمی
اودانل چند مفهوم جدید به علوم سیاسی اضافه کرد که از جملهٔ آن‌ها مفهوم «اقتدارگرایی بروکراتیک»، «پاسخگویی افقی» و «دموکراسی سپردگی» بود. مشهورترین اثر او «گذار از حکومت اقتدارگرا» (۱۹۸۶) نام دارد.
اودانل در کتاب «مدرنیزاسیون و اقتدارگرایی بروکراتیک» تحلیل جدیدی از فروپاشی دموکراسی در آمریکای لاتین در دههٔ ۱۹۶۰ ارائه می‌کند. او معتقد است که اقتدارگرایی پس از دههٔ ۶۰ میلادی در آمریکای لاتین نوع جدیدی از اقتدارگرایی بود، چرا که به جای سیاست‌مداران پوپولیست و نظامیان سنتی، توسط فن‌سالاران (تکنوکرات‌ها) و سازمان نظامی حرفه‌ای اداره می‌شد. برای توصیف این تمایز، اودانل از اصطلاح اقتدارگرایی بروکراتیک استفاده می‌کند.